# Прейсман, Григорий Евсеевич
Прейсман Григорий Евсеевич (1900—1973) — генерал-майор танковых войск. 
Принимал участие в боях за освобождении Ленинграда.
Приказом подразделения от 31.09.1943 № 2/43 награждён медалью «За оборону Ленинграда».

## Биография
Родился в 1900 году родился в Белой Церкви на Киевщине, Украина.
Учился в школе (четыре класса) затем пошёл работать.
Окончил Киевское коммерческое училище 6-классов (1917 г.).
Работал на сахарном заводе.
В РККА с 1919 года. Доброволец.
Член ВКП(б) с 1920 года.
Окончил Военную академию им. М. В. Фрунзе.
Окончил Военную академию Генерального штаба
Участник Гражданской войны, контужен в 1919.
Участник Советско-польская война. Боёв на озере Хасан 1938 года. 
Участник Великой Отечественной войны.
Был ранен в 1944 г., лежал в госпитале.
Скончался 12.03.1973, похоронен на Новодевичьем кладбище в Москве .

### Звания и военная карьера
- начальник автобронетанкового управления Северо-Западного фронта 1941—1943
- генерал-майор танковых войск (с 16.07.1943)
- начальник штаба 2-й танковой армии 1944—1945
- командующий бронетанковыми войсками военного округа 1946—1947
- заместитель начальника факультета Военной академии бронетанковых и механизированных войск 1946—1950
- уволен в отставку 14.10.1950

### Награды
- Орден Ленина 21.02.1945 Информация о награждении Архивировано 4 февраля 2018 года.
- Орден Красного Знамени 25.10.1938
- Орден Красного Знамени 03.11.1944 (Указ Президиума ВС СССР от 03.11.1944 № 219/151) Информация о награждении Архивировано 4 февраля 2018 года.
- Орден Красного Знамени 20.06.1949 (Указ Президиума ВС СССР от 20.06.1949 № 240/84) Информация о награждении Архивировано 4 февраля 2018 года.
- Орден Красной Звезды
- Орден Кутузова II степени
- Орден Отечественной войны I степени 27.08.1943 Описание Подвига, информация по награждению Архивировано 4 февраля 2018 года.
- Медаль «За оборону Ленинграда» 31.09.1943 Информация о награждении Архивировано 4 февраля 2018 года.
- Медаль «За оборону Москвы» 01.05.1944
- Медаль «За победу над Германией в Великой Отечественной войне 1941—1945 гг.» 09.05.1945